# Unbiennium
Unbiennium, med kemisk beteckning Ube, är det tillfälliga IUPAC-namnet på det grundämne i periodiska systemet, som har atomnummer 129. Det kan också kallas eka-berkelium efter Dmitrij Mendelejevs förutsägelser om det periodiska systemet. 
Unbiennium är det elfte grundämnet i den åttonde perioden i det periodiska systemet. Det har inte gjorts några försök att framställa ämnet.